# Desa Padi (administrativ by i Indonesien, lat -8,21, long 111,27)
Desa Padi är en administrativ by i Indonesien.   Den ligger i provinsen Jawa Timur, i den västra delen av landet, 500 km öster om huvudstaden Jakarta.